# Olaf van Boetzelaer
Godfried Leonard Olaf baron van Boetzelaer (Arnhem, 1 mei 1943 – Brugge, 7 augustus 2018) was een Nederlands rechtsgeleerde en politicus.

## Familie
Van Boetzelaer behoorde tot het oud-adellijke geslacht Van Boetzelaer. Hij was een zoon van de bosbouwer en oud-Waffen-SS'er Christiaan Willem Johan baron van Boetzelaer (1920-2012) en diens eerste vrouw Eline Johanna Stefanie Westra, dochter van de NSB-burgemeester van Den Haag, mr. Harmen Westra, wiens zoon Olaf ook vrijwillig dienst nam bij de Waffen-SS en in 1942 in Rusland was gesneuveld. Olaf van Boetzelaer was mede naar deze Olaf vernoemd.
Christiaan van Boetzelaer zat na de Tweede Wereldoorlog gevangen op grond van bijzondere rechtspleging (bestraffing van collaboratie en arrestatie van joden). Zijn ex-vrouw hertrouwde met jhr. mr. Gerbrand Valerius Eduard Maria van Sasse van Ysselt (1915-1998), oud-vicepresident van de rechtbank in 's-Hertogenbosch.
Na haar tweede huwelijk werd zijn moeder rooms-katholiek en Olaf volgde haar hierin. Uit dat huwelijk had hij twee halfbroers Van Sasse van Ysselt, uit het tweede huwelijk van zijn vader had hij een halfzus Isabel van Boetzelaer, schrijfster van Oorlogsouders. Zijn grootmoeder aan vaderskant, Jacqueline Adriène Justine barones van Nagell (1882-1977), speelde een belangrijke rol in zijn opvoeding, net als haar tweede echtgenoot, prof. jhr. dr. Duco Gerrold Rengers Hora Siccama (1876-1962).
Op 22 augustus 2000 trad Van Boetzelaer in Brugge in het huwelijk met Anna Maria Oleta. Tezamen hadden ze een dochter. Van Boetzelaer woonde afwisselend in Den Haag en Brugge.

## Opleiding
Van Boetzelaer was leerling aan het Sint-Jans-Lyceum te den Bosch en behaalde daar het gymnasium A-diploma in 1964. Hij studeerde daarna recht aan de Rijksuniversiteit Utrecht, alwaar hij het doctoraal Nederlands Recht behaalde, in de hoofdafstudeerrichting staats- en administratief recht in 1971. Tijdens zijn studie te Utrecht was hij lid van het Utrechtsch Studenten Corps en President van d'Algemeene Debating Club.

## Loopbaan
Na zijn studie begon hij te werken als advocaat en procureur te 's-Hertogenbosch. Al vlug werd hij politiek actief en hij was van 1974 tot 1977 lid van de gemeenteraad van Vught voor het CDA.
In 1977 werd Van Boetzelaer stafmedewerker op het kabinet van de commissaris van de Koningin in de provincie Groningen. In 1978 werd hij stafmedewerker van het gewest Den Haag. Van 1979 tot 1980 was hij opnieuw actief in de advocatuur te Den Haag als advocaat en procureur. Van 1980 tot 1983 was hij stafmedewerker bij de gemeente Haarlem.
In 1983 stopte hij definitief met de advocatuur en werd hoofd van de politieke en economische analyse afdeling bij de Inlichtingendienst Buitenland (IDB). Zijn opdracht bestond erin om ten behoeve van de Nederlandse regering en bevriende buitenlandse zusterdiensten politieke en economische analyses te maken, die betrekking hadden op ontwikkelingen in het buitenland. Daar volgde hij de algemene opleiding inlichtingen- en veiligheidsdiensten. In 1985 volgde hij ook de aanvullende leergang buitenlandse betrekkingen in het Nederlands Instituut voor Internationale Betrekkingen Clingendael. Dit engagement stopte in 1992.
Ondertussen was hij verder politiek actief in het CDA en zetelde in diverse partijcommissies en werkgroepen met betrekking tot het buitenlands beleid en volgde de CDA-kaderschool van 1988 tot 1989. Hij werd vicevoorzitter van de Commissie Buitenland van CDA-Zuid-Holland en schreef rapporten over onder andere het Islamitisch fundamentalisme, het Midden-Oosten, China, de Filipijnen, de Benelux en christenvervolging. Van 1989 tot 1995 was hij voorzitter van de CDA-afdeling Den Haag Centrum en lid van het algemeen bestuur van de kamerkring 's Gravenhage van het CDA. Tevens was hij medewerker aan het blad CDA-actueel van 1990 tot 1995. Hij was actief binnen de Beweging Christelijke Koers, een christelijke drukkingsgroep binnen het CDA. In 1994 was hij kandidaat voor het Europees Parlement namens het CDA.
Hij onderhield ook de contacten met nieuw opgerichte christendemocratische partijen in Oost-Europa tijdens het democratiseringsproces aldaar. Zo gaf hij op verzoek van de Democratische Partij van de Verenigde Staten in 1994 training in het voeren van politieke- en verkiezingscampagnes in onder andere Oekraïne. In datzelfde jaar was hij kandidaat op de CDA-lijst voor de Europese Verkiezingen.
Vanaf 1992 tot zijn overlijden was hij vrij publicist in Nederland en België over tal van maatschappelijke onderwerpen. Ook schreef hij artikelen voor het blad StaVast van het Oud-Strijders Legioen. Hij was tevens actief als spreker, waarbij hij humoristisch uit de hoek kon komen.
In 1995 kwam het tot een breuk met het CDA. Uit onvrede met het progressieve profiel van deze christendemocratische partij stichtte hij de Katholieke Politieke Partij op 14 februari 1995. De partij ijverde voor het herstel van authentiek-christelijke waarden en verzette zich tegen de liberale regelgeving inzake abortus, euthanasie en drugs. Hij was voorzitter en lijsttrekker bij de verkiezingen voor de Tweede Kamerverkiezingen 1998. Na het mislukken hiervan sloot hij zich opnieuw aan bij het CDA.
Van 1997 tot 1998 ging Van Boetzelaer aan de slag als onderzoeker bij het Instituut Clingendael inzake politieke en strafrechtelijke samenwerking binnen de Europese Unie. Ook verleende hij zijn medewerking aan de International Luzac Foundation.
Met ingang van 2001 was hij deeltijds hoogleraar aan de katholieke Perpetual Help University te Las Piñas op de Filipijnen. Hij gaf daar het vak wereldgeschiedenis vanaf de Franse Revolutie tot heden.
In februari 2002 richtte Van Boetzelaer de Civilistische Liga, later omgedoopt in Civilistisch Appel, op, een Heel-Nederlandse denktank die tracht in Nederland en België te wegen op de maatschappelijke besluitvorming. Dit gebeurt op basis van het Civilistisch Manifest, een boek dat door hem werd geschreven behelzend de politieke filosofie van het civilisme en dient als leidraad voor de beschaving bergopwaarts te doen gaan en voor een waarde(n)volle politiek. Als voorzitter van deze Liga hield hij in 2007 een toespraak op een bijeenkomst van het Vlaams Belang en de Van Oldebarnevelt-denktank van Nieuw Rechts (2004).
Van Boetzelaar was lid van het open bestuur van CD&V afdeling Brugge en lid van het forum buitenland van het CD&V. Hij werd opgenomen als ridder in de Orde van Rizal op de Filipijnen. Hij was tevens parttime hoogleraar internationale politiek en moderne geschiedenis in de Filipijnen.
In 2006 stond Van Boetzelaer op de lijst van de Partij voor Nederland.
Vijf jaar later wilde hij kandidaat worden bij het CDA voor het voorzitterschap. Vanwege zijn eerdere standpunten zou dat niet goed zijn voor de beeldvorming van het CDA.